# دوکیمیون

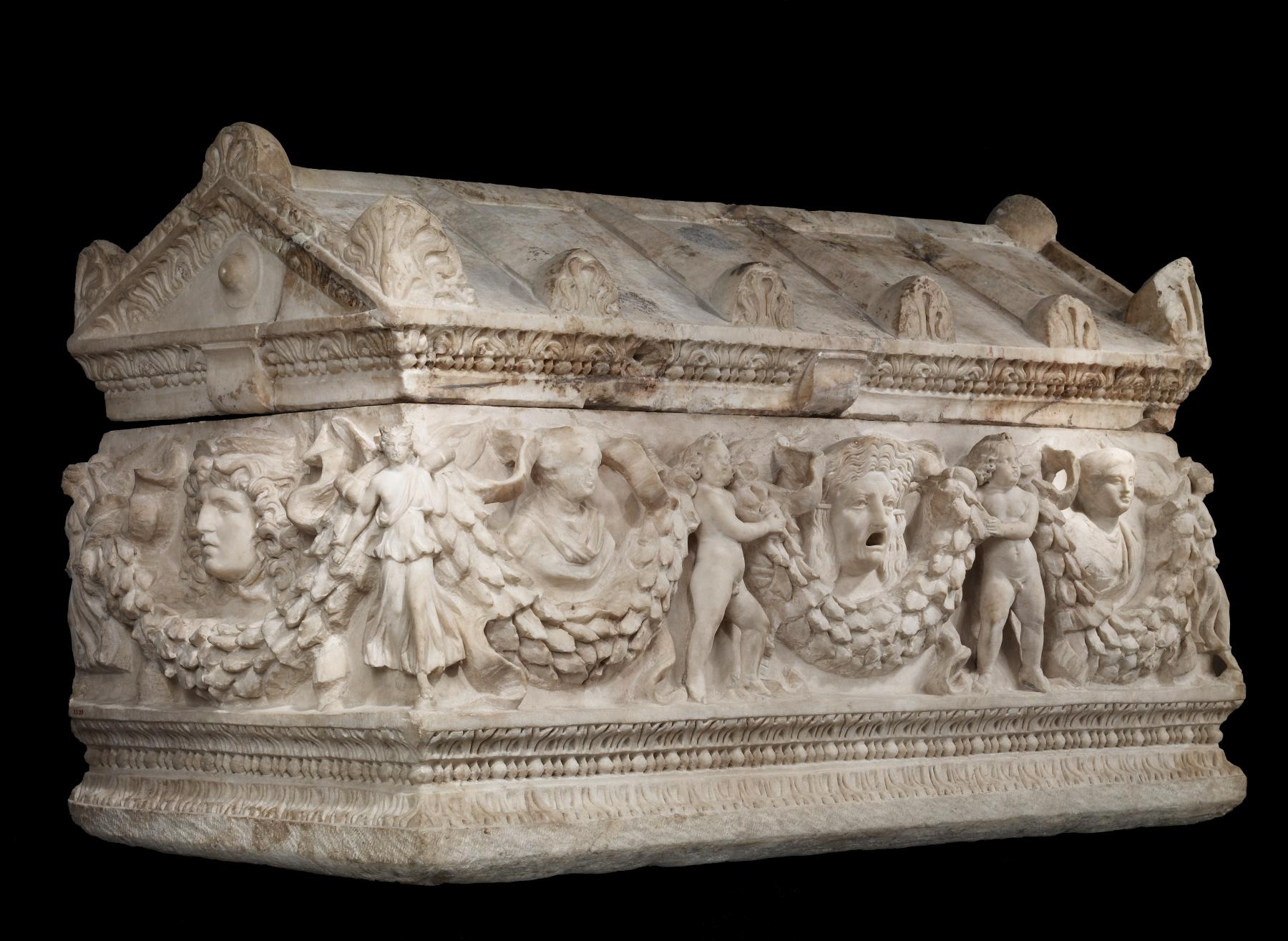
سنگ گوری از جنس مرمر دوکیمیون، مربوط به ۱۵۰ تا ۱۸۰ میلادی

دوکیمیون (به یونانی: Δοκίμειον) یا دوسیمیوم (به لاتین: Docimium) شهری باستانی بوده در فریگیه در آناتولی که به دلیل معدن‌های سنگ مرمرش شهرت داشته‌است.
می‌نماید که قدیمی‌ترین ساکنان اینجا مقدونیان بوده‌باشند و بنیادگذار آن هم دوکیموس سردار مقدونی. استرابون آن را به صورت روستایی توصیف کرده و از کان‌های معدن آن سخن رانده‌است.
سایت تاریخی آن امروزه در ایسجه‌حصار در افیون قره‌حصار در ترکیه کنونی قرار دارد.